# Skan myśli
Skan myśli – drugi album studyjny polskiego trapera Young Igiego. Wydawnictwo ukazało się 25 października 2019 roku nakładem wytwórni muzycznej Def Jam Recordings. Album uzyskał status platynowej płyty oraz zadebiutował na 5. miejscu polskiej listy sprzedaży – OLiS.

## Lista utworów
Opracowano na podstawie materiału źródłowego.
1. „Mamy bardzo dużo”
2. „Prostsze”
3. „Pamiętnik EX”
4. „Droptop”
5. „Mama”
6. „Promienie słońca”
7. „Inny gatunek” (gościnnie: Kizo)
8. „Idealne połączenie” (gościnnie: Jan-Rapowanie)
9. „Bezdomny”
10. „Jet lag”
11. „THC” (gościnnie: Włodi)
12. „Serio”
13. „Clipper” (gościnnie: Qry)
14. „Układanki” (gościnnie: Margaret)
15. „Potwór”
16. „Groby” (gościnnie: Kobik)